# Giro del Delfinato 1990
Il Giro del Delfinato 1990, quarantaduesima edizione della corsa, si svolse dal 28 maggio al 4 giugno su un percorso di 1297 km ripartiti in 8 tappe, con partenza da Aix-les-Bains e arrivo ad Annecy. Fu vinto dal britannico Robert Millar della Z davanti al francese Thierry Claveyrolat e al colombiano Álvaro Mejía.

## Tappe
| Tappa  | Data      | Percorso                            | km    | Vincitore di tappa  | Leader cl. generale |
| ------ | --------- | ----------------------------------- | ----- | ------------------- | ------------------- |
| 1ª     | 28 maggio | Aix-les-Bains > Aix-les-Bains       | 139   | Rolf Gölz           | Rolf Gölz           |
| 2ª     | 29 maggio | Aix-les-Bains > L'Isle d'Abeau      | 183,9 | Frédéric Moncassin  | Rolf Gölz           |
| 3ª     | 30 maggio | Annonay > Aubenas                   | 171   | Tony Rominger       | Rolf Gölz           |
| 4ª     | 31 maggio | Vals-les-Bains > Avignone           | 183   | Frédéric Moncassin  | Tony Rominger       |
| 5ª     | 1º giugno | Avignone > Gap                      | 196   | Luc Leblanc         | Luc Leblanc         |
| 6ª     | 2 giugno  | Gap > Allevard-les-Bains            | 209   | Thierry Claveyrolat | Thierry Claveyrolat |
| 7ª     | 3 giugno  | Allevard-les-Bains > Annecy         | 177,5 | Luc Roosen          | Thierry Claveyrolat |
| 8ª     | 4 giugno  | Annecy > Annecy (cron. individuale) | 37,8  | Álvaro Mejía        | Robert Millar       |
| Totale | Totale    | Totale                              | 1297  |                     |                     |

## Dettagli delle tappe

### 1ª tappa
- 28 maggio: Aix-les-Bains > Aix-les-Bains – 139 km

| Pos. | Corridore      | Squadra | Tempo    |
| ---- | -------------- | ------- | -------- |
| 1    | Rolf Gölz      | Buckler | 3h41'49" |
| 2    | Sammie Moreels | Lotto   | s.t.     |
| 3    | Atle Kvålsvoll | Z       | s.t.     |

| Pos. | Corridore      | Squadra | Tempo    |
| ---- | -------------- | ------- | -------- |
| 1    | Rolf Gölz      | Buckler | 3h41'39" |
| 2    | Sammie Moreels | Lotto   | a 4"     |
| 3    | Atle Kvålsvoll | Z       | a 6"     |

### 2ª tappa
- 29 maggio: Aix-les-Bains > L'Isle d'Abeau – 183,9 km

| Pos. | Corridore          | Squadra   | Tempo    |
| ---- | ------------------ | --------- | -------- |
| 1    | Frédéric Moncassin | Castorama | 4h47'03" |
| 2    | John Vos           | PDM       | s.t.     |
| 3    | Remig Stumpf       | Toshiba   | s.t.     |

| Pos. | Corridore      | Squadra | Tempo    |
| ---- | -------------- | ------- | -------- |
| 1    | Rolf Gölz      | Buckler | 8h28'37" |
| 2    | Sammie Moreels | Lotto   | a 9"     |
| 3    | Atle Kvålsvoll | Z       | a 11"    |

### 3ª tappa
- 30 maggio: Annonay > Aubenas – 171 km

| Pos. | Corridore     | Squadra      | Tempo    |
| ---- | ------------- | ------------ | -------- |
| 1    | Tony Rominger | Chateau d'Ax | 4h25'07" |
| 2    | Rolf Gölz     | Buckler      | s.t.     |
| 3    | Álvaro Mejía  | Postobon     | a 5"     |

| Pos. | Corridore     | Squadra      | Tempo     |
| ---- | ------------- | ------------ | --------- |
| 1    | Rolf Gölz     | Buckler      | 12h53'38" |
| 2    | Tony Rominger | Chateau d'Ax | a 11"     |
| 3    | Álvaro Mejía  | Postobon     | a 22"     |

### 4ª tappa
- 31 maggio: Vals-les-Bains > Avignone – 183 km

| Pos. | Corridore          | Squadra   | Tempo    |
| ---- | ------------------ | --------- | -------- |
| 1    | Frédéric Moncassin | Castorama | 4h38'05" |
| 2    | Eric Vanderaerden  | Buckler   | s.t.     |
| 3    | Ron Kiefel         | 7         | s.t.     |

| Pos. | Corridore     | Squadra      | Tempo     |
| ---- | ------------- | ------------ | --------- |
| 1    | Tony Rominger | Chateau d'Ax | 17h31'54" |
| 2    | Álvaro Mejía  | Postobon     | a 11"     |
| 3    | Fabio Parra   | Kelme        | a 20"     |

### 5ª tappa
- 1º giugno: Avignone > Gap – 196 km

| Pos. | Corridore       | Squadra   | Tempo    |
| ---- | --------------- | --------- | -------- |
| 1    | Luc Leblanc     | Castorama | 4h54'26" |
| 2    | Laurent Madouas | Z         | a 1'41"  |
| 3    | Andreas Kappes  | Toshiba   | a 1'42"  |

| Pos. | Corridore     | Squadra      | Tempo     |
| ---- | ------------- | ------------ | --------- |
| 1    | Luc Leblanc   | Castorama    | 22h26'45" |
| 2    | Tony Rominger | Chateau d'Ax | a 1'17"   |
| 3    | Álvaro Mejía  | Postobon     | a 1'28"   |

### 6ª tappa
- 2 giugno: Gap > Allevard-les-Bains – 209 km

| Pos. | Corridore           | Squadra      | Tempo    |
| ---- | ------------------- | ------------ | -------- |
| 1    | Thierry Claveyrolat | R.M.O.       | 5h43'19" |
| 2    | Robert Millar       | Z            | a 2"     |
| 3    | Tony Rominger       | Chateau d'Ax | a 2'43"  |

| Pos. | Corridore           | Squadra      | Tempo     |
| ---- | ------------------- | ------------ | --------- |
| 1    | Thierry Claveyrolat | R.M.O.       | 28h11'56" |
| 2    | Robert Millar       | Z            | a 2"      |
| 3    | Tony Rominger       | Chateau d'Ax | a 2'08"   |

### 7ª tappa
- 3 giugno: Allevard-les-Bains > Annecy – 177,5 km

| Pos. | Corridore             | Squadra      | Tempo    |
| ---- | --------------------- | ------------ | -------- |
| 1    | Luc Roosen            | Histor-Sigma | 4h41'22" |
| 2    | Jean-François Bernard | Toshiba      | s.t.     |
| 3    | Thierry Claveyrolat   | R.M.O.       | s.t.     |

| Pos. | Corridore           | Squadra  | Tempo     |
| ---- | ------------------- | -------- | --------- |
| 1    | Thierry Claveyrolat | R.M.O.   | 32h53'18" |
| 2    | Robert Millar       | Z        | a 2"      |
| 3    | Álvaro Mejía        | Postobon | a 3'34"   |

### 8ª tappa
- 4 giugno: Annecy > Annecy (cron. individuale) – 37,8 km

| Pos. | Corridore      | Squadra  | Tempo   |
| ---- | -------------- | -------- | ------- |
| 1    | Álvaro Mejía   | Postobon | 47'04"  |
| 2    | Johan Bruyneel | Lotto    | a 30"   |
| 3    | Sean Yates     | 7        | a 1'00" |

| Pos. | Corridore           | Squadra  | Tempo     |
| ---- | ------------------- | -------- | --------- |
| 1    | Robert Millar       | Z        | 33h42'00" |
| 2    | Thierry Claveyrolat | R.M.O.   | a 1'35"   |
| 3    | Álvaro Mejía        | Postobon | a 1'56"   |

## Classifiche finali

### Classifica generale
| Pos. | Corridore           | Squadra                  | Tempo     |
| ---- | ------------------- | ------------------------ | --------- |
| 1    | Robert Millar       | Z                        | 33h42'00" |
| 2    | Thierry Claveyrolat | R.M.O.                   | a 1'35"   |
| 3    | Álvaro Mejía        | Postobon-Manzana-Ryalcao | a 1'56"   |
| 4    | Tony Rominger       | Chateau d'Ax             | a 2'35"   |
| 5    | Fabio Parra         | Kelme                    | a 5'06"   |
| 6    | Bruno Cornillet     | Z                        | a 6'05"   |
| 7    | Stephen Roche       | Histor-Sigma             | a 6'48"   |
| 8    | Andrew Hampsten     | 7-Eleven-Hoonved         | a 6'53"   |
| 9    | Denis Roux          | Toshiba                  | a 9'39"   |
| 10   | Oliverio Rincón     | Café de Colombia         | a 10'42"  |